# Gli Albi di Topolino
Albi di Topolino (prima Albi della Rosa) è stata una serie di albi a fumetti pubblicate dalla Arnoldo Mondadori Editore prima e dalla Walt Disney Company Italia poi con storie dei personaggi Disney.

## Storia editoriale
La serie esordì come Albi della Rosa nel 1954 in formato tascabile di 32 pagine quasi esclusivamente dedicata ai personaggi Disney riproponendo storie di origine americana e italiana già apparse su Topolino, Albi d'Oro e Almanacco Topolino con poche eccezioni; dal n. 635 del 1967 la testata cambiò in Albi di Topolino continuando la numerazione e venendo pubblicata fino al n. 1430 del 4 aprile 1982. Fino al numero 1074 ogni albo prendeva il titolo dalla storia in esso contenuta. Una seconda serie omonima esordì nel 1993 e fu pubblicata fino al 1999 per 73 numeri. Il contenuto era monografico, poiché presentava di volta in volta tre o quattro brevi storie di un solo personaggio Disney, con alcuni brevi approfondimenti biografici su di esso stampati in quarta di copertina.